# Ліпувка (Люблінське воєводство)
Ліпувка (пол. Lipówka) — село в Польщі, у гміні Вирики Володавського повіту Люблінського воєводства. Населення — 78 осіб (2011).

## Історія
За даними етнографічної експедиції 1869—1870 років під керівництвом Павла Чубинського, у селі переважно проживали греко-католики, які розмовляли українською мовою.
У 1921 році село та однойменний фільварок входили до складу гміни Кривоверба Володавського повіту Люблінського воєводства Польської Республіки.
За переписом населення Польщі 10 вересня 1921 року в селі налічувалося 16 будинків та 75 мешканців (35 чоловіків та 40 жінок), усі 75 православні українці. На однойменному фільварку тоді було 27 будинків (з них 2 незаселені) та 113 мешканців, з них:
- 49 чоловіків та 64 жінки;
- 59 православних, 51 римо-католик, 3 юдеї;
- 65 українців, 45 поляків, 3 євреї.

До 15 червня 1946 року українське населення села повністю переселене до УРСР під час депортація українців з Польщі.
У 1975—1998 роках село належало до Холмського воєводства.

## Населення
Демографічна структура станом на 31 березня 2011 року:
|          | Загалом | Допрацездатний вік | Працездатний вік | Постпрацездатний вік |
| -------- | ------- | ------------------ | ---------------- | -------------------- |
| Чоловіки | 41      | 11                 | 27               | 3                    |
| Жінки    | 37      | 8                  | 18               | 11                   |
| Разом    | 78      | 19                 | 45               | 14                   |